# Episodi di Imma Tataranni - Sostituto procuratore (quarta stagione)
La quarta stagione della serie televisiva Imma Tataranni - Sostituto procuratore, composta da 4 puntate, viene trasmessa in prima visione e in prima serata su Rai 1 dal 23 febbraio al 16 marzo 2025. Il primo episodio è stato pubblicato in anteprima il 21 febbraio 2025 su RaiPlay.
| nº | Titolo                       | Prima TV         |
| -- | ---------------------------- | ---------------- |
| 1  | Provaci ancora, Imma         | 23 febbraio 2025 |
| 2  | Amori impossibili            | 2 marzo 2025     |
| 3  | Quando finisce un amore      | 9 marzo 2025     |
| 4  | Per sempre è un modo di dire | 16 marzo 2025    |

## Provaci ancora, Imma
- Diretto da: Francesco Amato.
- Soggetto di: Mariolina Venezia e Michele Pellegrini.
- Scritto da: Michele Pellegrini e Salvatore De Mola, con la collaborazione di Francesco Amato.

### Trama
Sei mesi dopo aver ceduto alla passione con Calogiuri, Imma Tataranni è nascosta a casa di Diana per non incontrare Pietro e i colleghi (in particolare il carabiniere, impegnato nella pericolosa indagine sotto copertura su Cenzino Latronico). Nel frattempo il dottor Egidio Calbi, cardiologo all'ospedale di Matera, viene ritrovato morto nel proprio appartamento: la sostituta della Tataranni, la PM D’Antonio, liquida il caso come morte accidentale, poiché l'uomo sembra aver assunto per sbaglio una dose eccessiva di paracetamolo, a cui era allergico. L’ex moglie, l’oculista Simona Pozzovivo, incontra casualmente Imma e le chiede di indagare, poiché la morte di Egidio le sembra sospetta.
Nel frattempo Pietro rintraccia Imma e le chiede di perdonare la sbandata che aveva avuto per un'altra donna: lei però gli confessa di averlo a propria volta tradito con Calogiuri, causando il suo sconforto; in seguito l'uomo incontrerà l'eccentrico scrittore Vasco Parisi, che proverà a convincerlo a dimenticare Imma. Poco dopo Imma viene portata in ospedale, per un improvviso svenimento che si rivelerà dovuto a una sincope benigna da stress.
Imma approfitta del fatto di trovarsi nell'ospedale dove lavorava Calbi per interrogare i suoi colleghi; una volta uscita dall’ospedale, torna al lavoro e si fa assegnare il caso a discapito della D’Antonio, negligente perché impegnata coi preparativi del proprio matrimonio. Imma scopre alcune ombre nella vita di Calbi: il medico si era infatti opposto all'imminente chiusura dell'ospedale, ma era stato sospeso dal servizio in seguito alla ricezione di un'e-mail anonima che denunciava suoi presunti illeciti; il medico era uscito pulito dalla vicenda, ma il collega Masciandaro aveva approfittato della sua assenza per sottrargli il posto da primario; inoltre le procedure di chiusura del nosocomio erano andate avanti, a vantaggio della dottoressa Pace, una speculatrice. Anche dal punto di vista privato c'erano persone che nutrivano risentimento nei confronti di Calbi: un suo paziente, Angelo Benevento, lo riteneva responsabile della morte di sua moglie, poiché aveva rifiutato di curarla con metodi che l'uomo aveva trovato su internet, ritenendolo così complice delle case farmaceutiche. L'infermiera Nadia, sua assistente, confessa invece a Imma di aver avuto una relazione con Calbi, che egli aveva tenuto nascosta poiché la ragazza non era regolarmente assunta. Dopo una serie di indagini, Imma arriva alla soluzione: era stata Nadia a uccidere Calbi, poiché lui non l'aveva salvata dal licenziamento; anche la relazione era in realtà un bluff della donna, poiché lui non l'aveva mai ricambiata.
Al termine dell'indagine, Calogiuri chiede a Imma di mostrargli i sentimenti che prova per lui; inizialmente restia, alla fine la donna cede e accetta di passare con lui la notte in un agriturismo.
- Altri interpreti: Massimo De Lorenzo (dott. Masciandaro), Danilo Nigrelli (PM Landolfi), Clara Ponsot (Marie), Elvira Zingone (PM D’Antonio), Manuela Ventura (dott.ssa Pace), Caterina Shulha (Nadia Schirò), Elenka Briglia (usciera della Procura), Fabrizio Buompastore (dott. Egidio Calbi), Michele Cuonzo (dott. Rosario Marrese), Anna Maria De Luca (Porzia), Greta Di Liello (Francesca Vitali), Gaia Di Liello (Michela Vitali), Rosaria D'Urso (Santina Potenza), Antonio Montemurro (Luciano De Ruggeri), Christian Scicluna (Hakan), Giovanni Serratore (Angelo Benevento), Naike Anna Silipo (Simona Pozzovivo), Özlem Turhal (Aslan).
- Ascolti: telespettatori 4 186 000 – share 24%.[2]

## Amori impossibili
- Diretto da: Francesco Amato.
- Soggetto di: Mariolina Venezia, Michele Pellegrini, Pier Paolo Piciarelli.
- Scritto da: Pier Paolo Piciarelli, con la collaborazione di Francesco Amato.

### Trama
Imma ha passato la notte con Calogiuri in un agriturismo. Il giovane maresciallo vorrebbe ufficializzare la loro relazione, ma lei si sente ancora molto confusa dalla fine del suo matrimonio con Pietro, così decide di buttarsi nel lavoro in attesa di prendere una decisione.
Intanto Boris Li Santi, guardiano di una cava, viene trovato morto sul posto di lavoro; sembrerebbe trattarsi di un regolamento di conti, ma Imma è insospettita dal fatto che la vittima abbia la bocca tappata con del nastro adesivo. Le indagini portano Imma a scoprire che la pistola da cui è partito il colpo appartiene a Pasquale Coppola, un pregiudicato che tuttavia si trova in carcere per rapina a mano armata; l'arma era però stata rivenduta da un abile ricettatore, Antonio Polieri, attualmente latitante. Imma scopre che la vittima e il ricettatore avevano in passato lavorato insieme in un circo; inoltre scopre che un altro membro del loro gruppo è stato assassinato con le stesse modalità a Taranto.
Durante l'indagine, Imma e Calogiuri continuano a frequentarsi, ma vengono scoperti da Pietro, il quale decide di affrontare la moglie e le chiede di tornare a casa e parlare con la figlia Valentina, mentre lui si rifarà una vita; questo incontro destabilizza Imma. Anche Pietro tenterà di corteggiare la bella francese Marie, conosciuta al corso di scrittura del suo nuovo amico Vasco Parisi, ma sarà proprio quest'ultimo a batterlo sul tempo e a conquistare la ragazza. Nel frattempo Diana, la riluttante coinquilina di Imma, si prepara di nascosto al concorso per diventare giudice di pace; mentre cerca un divano-letto per l'ospite sempre più indesiderata, conosce Salvatore, cugino di Imma che si occupa della madre di lei, e tra i due scatta una certa simpatia. Infine Valentina, all'insaputa dei genitori, legge alcune poesie in cui Pietro ha sublimato il risentimento per Imma, venendo così a sapere del tradimento di sua madre.
Imma e Calogiuri interrogano Riccardo Volpe, regista di B-movie che faceva parte del gruppo circense. L'uomo rivela preziose informazioni: le vittime si erano infatti rese colpevoli di una violenza a danno di due ragazzi omosessuali del loro gruppo, Alessandro e Luigi, circostanza confermata da Polieri, nel frattempo rintracciato; Imma si mette alla ricerca dei due giovani, ma non riesce a rintracciarli. Con l'indagine a un punto morto, Imma e Calogiuri decidono di scortare Riccardo alla festa per le fine delle riprese del suo ultimo film: qui l'uomo viene aggredito da una misteriosa ragazza, che lo tramortisce e gli tappa la bocca col nastro adesivo. Imma e Calogiuri intervengono prima che possa ucciderlo.
La ragazza, di nome Alessia, confessa di essersi sottoposta a transizione sessuale: in precedenza era Luigi, compagno di Alessandro, il quale non si era mai ripreso dalle violenze subite e aveva finito per suicidarsi. Alessia aveva deciso di vendicarlo uccidendo i suoi aguzzini e anche Riccardo, che non era accorso in suo aiuto; era poi intenzionata a far ricadere su Polieri l'accusa di mandante degli omicidi.
Assicurata la colpevole alla giustizia, Imma e Calogiuri tornano in agriturismo. Il maresciallo le rivela che la sua indagine sotto copertura su Cenzino Latronico è a un punto di svolta, ma che potrebbe rivelarsi molto pericolosa per lui; le chiede così di mollare tutto e scappare insieme, per costruirsi una nuova vita altrove. Imma, incapace di abbandonare Pietro e Valentina, rifiuta l'offerta, causando una frattura tra loro.
- Altri interpreti: Nello Mascia (Cenzino Latronico), Alberto Giusta (procuratore capo Spagnoletti), Antonio Petrocelli (PM De Donato), Clara Ponsot (Marie), Simone Corbisiero (Riccardo Volpe, detto "Ricky Fox"), Franca Abategiovanni (Gabriellina Rago), Salvatore Cominale (Luigi D'Ercole/Alessia D'Ercole), Aldo Rendina (ingegner Bonafine), Bruno Ricci (Antonio Polieri), Lia Trivisani (Monica Leone), Elena Troiano (segretaria di Ricky Fox), Erminio Truncellito (Gerry Nunziata), Vito Vicino (Pasquale Coppola), Greta Di Liello (Francesca Vitali), Gaia Di Liello (Michela Vitali), Christian Scicluna (Hakan), Özlem Turhal (Aslan), Antonio Montemurro (Luciano De Ruggeri).
- Ascolti: telespettatori 4 384 000 – share 23,88%.[3]

## Quando finisce un amore
- Diretto da: Francesco Amato.
- Soggetto di: Mariolina Venezia, Michele Pellegrini e Pierpaolo Pirone.
- Scritto da: Pierpaolo Pirone, Pier Paolo Piciarelli e Salvatore De Mola, con la collaborazione di Francesco Amato.

### Trama
Il blitz contro Cenzino Latronico ha successo: Calogiuri riesce a far arrestare il boss latitante, ma viene minacciato dal clan mafioso ed è costretto a trasferirsi lontano da Matera. Imma e il maresciallo sono dunque costretti a dirsi un triste addio.
Intanto si celebra il matrimonio della PM D'Antonio. Il ricevimento viene però sconvolto da un delitto: il barone Aurelio Sansevero, proprietario della tenuta ove si sta tenendo la festa, viene trovato morto accanto a un biliardo. Il caso viene affidato a Imma che subito scopre che il nobiluomo è stato colpito in testa con una palla del biliardo (la n. 8), ora scomparsa: la ferita mortale sembra però legata ad una caduta in avanti e un conseguente colpo in fronte contro il biliardo; interrogando la moglie, la baronessa Isabella, il sostituto procuratore scopre che Sansevero era un uomo progressista, e assumeva nei suoi possedimenti degli immigrati irregolari proprio alla scopo di regolarizzarli; egli aveva anche un debole per le giovani donne, difatti al ricevimento era presente anche una sua presunta amante. Il barone, infine, aveva una forte rivalità e provava un odio personale nei confronti del barone Morganti D'Aragona Pittis, suo concorrente negli affari e soprattutto sfruttatore spietato e spregiudicato della manodopera.
Imma indaga principalmente su Pittis, scoprendo presto che egli aveva spesso sabotato le attività del suo rivale (compreso il matrimonio della D'Antonio, dove aveva pagato un immigrato perché bruciasse le auto degli ospiti); l'uomo era inoltre stato innamorato della baronessa, che tuttavia era sempre rimasta fedele al marito. Nel frattempo, Imma è costretta ad affrontare Valentina, che ha scoperto della sua relazione con Calogiuri, e Pietro, che le chiede la separazione; intanto Diana, che ha iniziato il tirocinio da giudice di pace, si avvicina sempre di più a Salvatore, cugino di Imma.
Le indagini portano Imma a scoprire che, giorni prima di morire, il barone aveva finanziato una amniocentesi per una sua giovane dipendente est-europea, la quale era stata licenziata il giorno prima del matrimonio. Imma la rintraccia e scopre che la ragazza aveva avuto una relazione clandestina con Sansevero, era rimasta incinta e racconta che era stata Isabella a mostrarle la lettera di licenziamento. L'ultimo tassello dell'indagine è rappresentato da un collier di rubini, appartenuto a Isabella, che Imma scopre casualmente esser stato ritirato dalla donna il giorno prima del matrimonio, senza essere poi effettivamente indossato. 
Il sostituto procuratore convoca dunque Isabella e, con un bluff, la costringe a confessare: la donna, totalmente asservita al suo matrimonio, aveva acconsentito alla richiesta di Aurelio di non avere figli e trattare come tali i suoi dipendenti, ma si era infuriata quando aveva scoperto che egli voleva tenere quello concepito con la giovane dipendente; i due avevano avuto un furioso litigio, durante il quale Isabella lo aveva ammazzato in maniera preterintenzionale: ella gli aveva rotto in testa la biglia n.8 senza l'intenzione di ucciderlo, ma egli barcollando era scivolato in avanti battendo la testa contro il bordo del bilardo. Isabella si era poi sbarazzata del collier, rottosi nella colluttazione (Imma aveva mentito dicendo che fossero stati ritrovati dei rubini a esso appartenenti sulla scena del crimine).
Risolto anche questo caso, Imma e Pietro convocano a cena Valentina per dirle della separazione; la ragazza tuttavia esplode di rabbia contro Imma, ritenendola colpevole della fine del loro matrimonio. Imma chiama allora Diana, costringendola a interrompere una cena con Salvatore (in quest'occasione scopre che i due sono cugini), e le due amiche decidono di affrontare insieme il futuro incerto.
- Altri interpreti: Nello Mascia (Cenzino Latronico), Alberto Giusta (procuratore capo Spagnoletti), Clara Ponsot (Marie), Sandra Toffolatti (baronessa Isabella Sansevero), Max Mazzotta (barone Ferdinando Morganti D'Aragona Pittis), Antonio Buonanno (Biagio Asselta), Rosa Maria Ciani (signora Morra), Malich Cissé (Issa Diakitè), Cinzia Clemente (ex compagna di scuola di Imma), Anna Maria De Luca (Porzia), Gaia Di Liello (Michela Vitali), Greta Di Liello (Francesca Vitali), Angelo Libri (D'Orazio), Giovanni Limite (bambino al matrimonio), Adolfo Margiotta (barone Aurelio Sansevero), Lucilla Mininno (Anna Cecere), Antonio Montemurro (Luciano De Ruggeri), Ernani D'Ippolito (avvocato di Cesare), Fabio Pappacena (Vito Moliterni), Antonio Ribisi La Spina (monsignor Bevilacqua), Eleonora Russo (Carmela Guarini), Celeste Savino (Rosanna Asselta), Christian Scicluna (Hakan), Erminio Truncellito (Gerry Nunziata), Özlem Turhal (Aslan), Matteo Tugnoli (Catello La Rocca), Sofja Zobina (Caterina Moldovan), Elvira Zingone (PM Miriam Iolanda D'Antonio).
- Ascolti: telespettatori 4 339 000 – share 24,32%.[4]

## Per sempre è un modo di dire
- Diretto da: Francesco Amato.
- Soggetto di: Mariolina Venezia, Michele Pellegrini e Salvatore De Mola.
- Scritto da: Filippo Gili, Pier Paolo Piciarelli e Salvatore De Mola, con la collaborazione di Francesco Amato.

### Trama
Si celebra il processo contro Nadia Schirò, la presunta assassina volontaria del dottor Calbi. La ragazza sta per essere condannata all'ergastolo in quanto rea confessa, ma durante il dibattimento Imma nota un'incongruenza: la ragazza è infatti mancina, ma nel video che la inchioderebbe ella appare destrimana. Imma fa così sospendere il processo per una settimana, per trovare nuovi elementi che scagionino o confermino la condanna di Nadia; il giorno dopo, tuttavia, la ragazza tenta il suicidio soffocandosi, e dopo alcuni giorni di coma muore per una crisi respiratoria. Imma, devastata dal senso di colpa, decide di continuare a indagare.
Imma scopre che Nadia era in realtà lesbica, cosa che fa automaticamente decadere il movente passionale precedentemente ipotizzato; in seguito si accorge che, prima di avvelenarsi, Nadia aveva lasciato nella sua cella un indizio che la rimanda a un incidente avvenuto vent'anni prima nel vicino convento delle Monacelle, a causa del quale una suora (Madre Teresa Iacovone) era rimasta paralizzata; Imma ipotizza che, in qualche modo, Nadia potesse essere coinvolta; riesce a parlare con la suora paralizzata ma costei non ricorda il nome della ragazza che senza volere l'aveva fatta scivolare dalle scale.
Nel frattempo, il sostituto procuratore è alle prese col divorzio da Pietro, che approfitta dell'amicizia con Vasco Parisi per provare a ricostruire la propria vita da single, e con la rottura con la figlia Valentina; Diana, infine, viene nominata giudice di pace a Taranto, e quando comunica la notizia a Imma ella reagisce in maniera violenta.
Come se non bastasse, il procuratore Vitali ha un breve affaire con la Moliterni: si baciano dopo una cena romantica nel giardino di lei, ma egli se ne va subito dopo con una scusa ringraziando affrettatamente la signora.
Una svolta inaspettata nell'indagine arriva quando Cenzino Latronico chiede di incontrare Imma e le rivela di essere coinvolto illecitamente nella costruzione del nuovo ospedale, a cui Calbi si era strenuamente opposto. Cenzino conferma di non aver alzato dito su Calbi ma rivela che potrebbe essere stato ucciso dopo aver trovato documenti falsi, firmati dal dottor Masciandaro che contenevano prove infondate sull'inefficienza del vecchio ospedale. 
Imma comincia a capirla verità: a uccidere Calbi potrebbe essere stata la dottoressa Ilde Pace, che aveva venduto buona parte dei possedimenti del defunto marito (tale Andrea Nicoletti) per la costruzione del nuovo ospedale; questo anche in accordo con il collega Masciandaro, promotore della costruzione del nuovo ospedale e futuro direttore di esso.
Facendo analizzare il video che raffigura Nadia come destrimane, Imma scopre che Ilde si era mascherata da Nadia: convocata insieme a Masciandaro, Ilde racconta che aveva avuto una relazione sin dai tempi in cui avevano frequentato il convento delle Monacelle: vent'anni prima, Ilde aveva coperto Nadia, responsabile dell'incidente alla suora, perché non vedeva l'ora di andarsene, anche facendosi espellere come in effetti era successo. Proprio per questo, dopo aver ucciso Calbi, aveva ricattato spingendola ad attribuirsi la colpa: del resto, afferma anche che è stato Masciandaro e non lei ad uccidere Nadia con un mix di farmaci mentre era in coma. I due dottori vengono quindi messi in stato di fermo.
Durante il pranzo di ferragosto a casa dei genitori di Pietro a Metaponto, Imma ha modo di riconciliarsi con Valentina e Diana; col marito, invece, si lascia andare alla passione in spiaggia. Tornata a casa per firmare le carte per la separazione, tuttavia, viene fermata da un topo che giorni prima aveva trovato in casa, e per il quale aveva richiesto l'intervento di Pietro.
- Altri interpreti: Massimo De Lorenzo (dott. Marsciandaro), Nello Mascia (Cenzino Latronico), Viviana Cangiano (suor Anita), Gisella Burinato (madre Teresa Iacovone), Manuela Ventura (dott.ssa Pace), Caterina Shulha (Nadia Schirò), Elenka Briglia (Elenka, usciera della Procura), Fabrizio Buompastore (Egidio Calbi), Gianpiero Cavalluzzi (Ermanno Trivisani), Antonio Montemurro (Luciano De Ruggeri), Giuseppe De Florio (avvocato di Nadia), Rosaria D'Urso (Santina Potenza), Kristina Radosavljevic (Consuelo De Scigli), Naike Anna Silipo (Simona Pozzovivo), Gaetano Ventriglia (Filippo Ventura).
- Ascolti: telespettatori 4 191 000 – share 24,2%.[5]